# Клара Милич (фильм, 1915)
Клара Милич — российский немой художественный фильм Эдварда Пухальского, снятый в 1915 году по мотивам одноимённой повести Ивана Тургенева. Фильм утрачен.

## Сюжет
Действие происходит в 1878 году. В Москве с тёткой жил молодой человек лет двадцати пяти, Яков Аратов, родители которого умерли (имя Яков он получил от отца в честь почитаемого им Якова Брюса). Он учился в Университете, но не окончил его и решил также не поступать на службу. Общества он сторонился, и светские новости узнавал обычно от своего приятеля Купфера, который часто заходил к нему. Однажды Купфер уговорил Якова пойти на концерт, где в числе прочих выступала молодая и подающая надежды певица и актриса Клара Милич (настоящее её имя было Катя Миловидова). Яков сходил на концерт и, хотя пение Милич и она сама не очень понравились ему, у него осталось ощущение, что девушка взглядом выделила его среди зрителей.
На следующий день Яков получил письмо без подписи, в котором его просили прийти на Тверской бульвар. Как он и подумал, письмо было от Клары. Она сказала Якову, что должна много о чём ему рассказать, однако затем разговор не заладился и Клара ушла, причём в какой-то момент Яков увидел в её глазах слёзы. Некоторое время Клара не выходила у него из головы, но со временем он перестал думать о ней.
Прошло три месяца, и Яков из заметки в газете узнал о том, что Клара, поступившая актрисой в театр в Казани, покончила с собой, отравившись прямо на сцене. В газете также делался намёк на то, что она сделала это из-за несчастной любви. Несмотря на то, что Клара особенно не нравилась ему, Яков потерял покой, разузнал всё, что можно, о Кларе у Купфера и даже съездил в Казань поговорить с матерью и сестрой Клары. У сестры он взял фотокарточку Клары, а также тайно вырезал страницу из её дневника. Хотя и Купфер, и сестра Клары уверяли Якова, что никакой несчастной любви у девушки не было, Яков стал одержим мыслью о том, что Клара покончила с собой именно из-за него. По ночам ему стало казаться, что Клара где-то рядом и вот-вот заговорит с ним.
Наконец, в одну из ночей Якову показалось, что ему действительно явилась Клара и он признался ей в любви и поцеловал её. На следующий день его тётя заметила, что Яков стал чрезвычайно бледен и слаб, однако он выглядел счастливым. Он понял, что для того, чтобы быть с Кларой, ему тоже придётся умереть. На следующее утро тётя нашла Якова лежащим без чувств на полу у кресла. Он уже не смог прийти в себя и через несколько дней умер. В его руке нашли небольшую прядь женских волос, а на губах его застыла улыбка.